# Рафанідоз
Рафанідоз — акт введення кореня редьки в анус. Його згадує Арістофан як покарання за подружню зраду в класичних Атенах у V та IV ст. до н. е. Рафанідоз також був покаранням за інші сексуальні злочини, такі як розбещенність та содомія. Пізніші класичні згадки про покарання включають «15 вірш» Катулла, де озвучуються погрози percurrent raphanique mugilesque (і редька, і кефаль увійдуть у вас) тим, хто кине хтивий погляд на хлопчика (puer), про якого піклується поет.
Є певні сумніви щодо того, чи покарання коли-небудь застосовувалось, чи посилання на нього в дебатах між Правим і Неправим у «Хмарах» Арістофана слід розуміти як позначення публічного приниження в цілому.